# Micropigmentación
La micropigmentación es una especialidad enmarcada en el campo de la estética cuyo fin es el de embellecer, corregir o mejorar determinados rasgos de la anatomía corporal, tanto masculina como femenina.
El tratamiento consiste en la implantación de pigmentos a nivel dérmico para dotar de color y forma a diversas partes del cuerpo, siendo las más habituales en el caso de las mujeres: ojos, labios, cejas, cuero cabelludo y pecho. En los últimos años, cada vez se recurre más a la micropigmentación como tratamiento correctivo para disimular imperfecciones como cicatrices, o bien, para camuflar enfermedades que provocan la pérdida de pigmentación en la piel, como puede suceder en el caso del vitíligo o despigmentación de la piel. Esta forma de maquillaje ha sido también una gran ayuda para personas con enfermedades o tratamientos por los que se le cae el pelo. Se considera una técnica de maquillaje permanente.

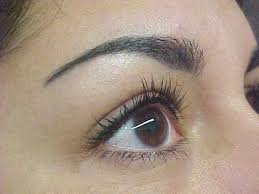

La Sociedad de Profesionales en Delineado Permanente de los Estados Unidos (SPCP) ha establecido que la micropigmentación es de hecho un tatuaje, incluyendo la técnica de microblading. 
La duración de la micropigmentación puede variar, en función de la habilidad del artista para realizar una correcta implantación, de la calidad del pigmento y del propio sistema inmunológico de la persona. 
El primer paso de un trabajo de micropigmentación consiste en la llamada prueba de la alergia, en donde se evalúa si el paciente será apto para que se le realice un tratamiento de micropigmentación.
Con objeto de adaptar el diseño al máximo posible a los rasgos corporales y fisonómicos del paciente, es fundamental realizar una prueba de visagismo o diseño previo. En esta etapa, el técnico realiza un esbozo sobre el resultado final del trabajo (en plantillas, máscaras, cabezas de maniquí, o en el propio paciente). Esto permite que el paciente tenga unas expectativas reales sobre los efectos de la micropigmentación en su caso particular. Lo ideal en la fase de diseño es que exista el mayor "feedback" posible entre el profesional y el paciente, con un diálogo fluido en el que se intercambien opiniones que permitan personalizar el tratamiento de micropigmentación al máximo.
Una vez acordado el diseño con el paciente, se procede a la realización del tratamiento de micropigmentación. Durante el mismo, el paciente puede notar sensaciones incómodas, especialmente si el trabajo es realizado en zonas sensibles, como por ejemplo, los ojos.
Por último, después de haber transcurrido unas semanas tras el tratamiento, se debe emplazar al paciente a una sesión de revisión o reconocimiento, en donde se pueda evaluar si es necesario realizar un retoque sobre el trabajo inicial (lo cual sucede en cerca del 90% de los tratamientos), y en caso afirmativo, se realizará dicho retoque con el mayor nivel de detalle posible.

## Cicatrización
En la primera semana después de la implantación del pigmento se notará una intensidad de color y puede experimentarse una leve inflamación en las primeras horas después del tratamiento, esto debido a que el proceso de restauración de la epidermis no se ha llevado a cabo y por lo tanto el pigmento se ubica en la capa superior de ésta.
En la segunda y tercera semana se llevara a cabo el proceso de restauración de la epidermis, proceso que se lleva a cabo en aproximadamente 15 días, tiempo en el que el pigmento implantado en un inicio se irá incorporando a las demás capas de la epidermis. Como parte del proceso de cicatrización se genera una micro-costra y reducción del color, incluso en ocasiones la pérdida total del color, añadiendo a esto una sensación de comezón o cosquilleo. Se debe recomendar no rascarse ni quitar la costra intencionalmente. Tampoco se recomienda tomar sol, sesiones de rayos UVA o estar en ambientes muy húmedos como el sauna.
Para la cuarta semana el proceso de cicatrización ya debe de concluir, las costras habrán sanado y el color será recuperado. En esta etapa las micras de pigmento implantado ya se encontrarán formando parte de la última capa de la epidermis, el estrato basal o germinal. Es por ello que el procedimiento de retoque se realiza hasta el mes, cuando se puede observar el color y forma que ha quedado fijo.  
Es importante saber que el color del primer día de tratamiento bajara hasta un 40% de intensidad al cicatrizar. Es normal que al inicio del tratamiento la zona esté enrojecida y un poco inflamada.